# Judd Hirsch
Judd Seymore Hirsch (n. 15 martie 1935, New York City, New York, SUA) este un actor evreu american, câștigător al Globului de Aur.